# Euphorbia isaloensis
Euphorbia isaloensis är en törelväxtart som beskrevs av Emmanuel Drake del Castillo. Euphorbia isaloensis ingår i släktet törlar, och familjen törelväxter. IUCN kategoriserar arten globalt som otillräckligt studerad. Inga underarter finns listade i Catalogue of Life.